# موج مکزیکی

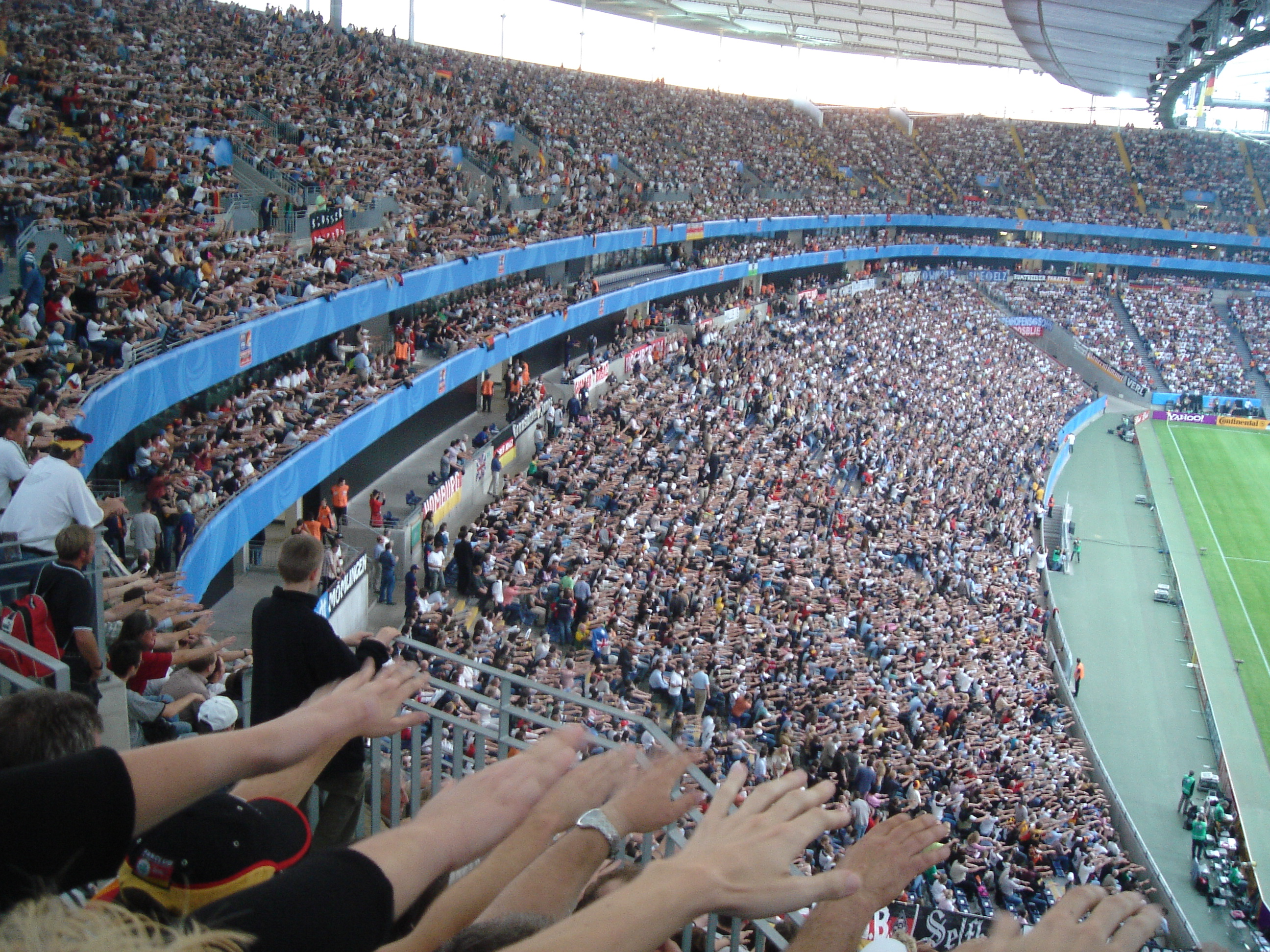
تماشاگران در ورزشگاه در حال اجرای "موج مکزیکی" در فرانکفورت

موج مکزیکی نمونه‌ای از ضرب‌آهنگ متاکرال در ورزشگاه‌های سرشار از تماشاگر است که برای پدیداری آن گروه‌های تماشاگران به گونه‌ای پی در پی بلند شده، فریاد می‌کشند و دستانشان را بلند می‌کنند و بی‌درنگ پس از رسیدن به بیشترین بلندا دوباره به وضعیت نشسته بازمی‌گردند.
برایند این فراگرد موجی از تماشاگران ایستاده است که در میان جمعیت به پیش می‌رود، اگر چه هیچ تماشاگری صندلی خود را ترک نمی‌کند.
در بسیاری از ورزشگاه‌های بزرگ جمعیت در یک مدار پیوسته در دورتادور زمین ورزشی می‌نشینند و موج می‌تواند به گونه‌ای پیوسته دور ورزشگاه جنبش داشته باشد. در برابر این، در چیدمان‌های ناپیوسته صندلی‌ها موج می‌تواند بازگشت داشته باشد و در میان جمعیت به پس و پیش برود. در زمانی که شکاف میان صندلی‌ها باریک است، موج گاه می‌تواند از آن گذر کند. معمولاً تنها یک تاج موج می‌تواند در آن واحد در ورزشگاه پدیدار شود.

## بن‌مایه‌ها
- مشارکت‌کنندگان ویکی‌پدیای انگلیسی